# 虉草黑粉菌
虉草黑粉菌（学名：Ustilago echinata）是属于黑粉菌目黑粉菌科黑粉菌属的一种真菌，寄生在虉草上。该种分布于中国、日本、哈萨克斯坦、丹麦、瑞典、芬兰、俄罗斯、波兰、匈牙利、德国、法国、意大利、南斯拉夫、罗马尼亚、美国等地。